# Клавора, Слава
Слава Клавора (словен. Slava Klavora; 11 мая 1921, Марибор — 24 августа 1941, там же) — югославская словенская партизанка, Народный герой Югославии.

## Биография
Окончила в 1939 году экономическое училище в Мариборе, осенью 1939 года поступила в Высшую школу экономики в Загребе. Ещё до войны вступила в Коммунистическую партию Югославии. После начала Второй мировой войны вернулась в Марибор, где заняла должность секретаря Союза коммунистической молодёжи Югославии и начала организацию партизанских отрядов на севере страны. С 21 июня 1941 по её распоряжению в Штирии начали действовать партизаны. В августе 1941 года её арестовало гестапо и отправило в тюрьму в Граце. После долгих пыток её расстреляли в Мариборе.
27 ноября 1953 посмертно удостоена звания Народного героя Югославии. Одна из школ Марибора названа именем Славы.